# Wolfgang VIII. Kämmerer von Worms
Wolfgang VIII. Kämmerer von Worms, genannt von Herrnsheim (* 1522; † 2. Mai 1576 in Worms), war ein hoher Beamter im Kurfürstentum Mainz und im Hochstift Speyer. Er stammte aus einer Seitenlinie der Familie von Dalberg.

## Herkunft
Wolfgang VIII. war ein Sohn von Wolfgang VII. Kämmerer von Worms, genannt zu Herrnsheim  (* 1484/1485; † 18. Februar 1527). Herrnsheim bezieht sich dabei auf das Schloss Herrnsheim, das heute in dem Wormser Stadtteil Worms-Herrnsheim steht. Noch vor dem 21. Februar 1516 heiratete Wolfgang VII. Lorichia, Tochter von Johann von Cronberg und Klara von Helmstatt, die Mutter von Wolfgang VIII. Er hatte noch zwei Schwestern. Zur übrigen Verwandtschaft siehe: hier.

## Familie

### Ehen
Wolfgang VIII. war mehrfach verheiratet: 
- Eine erste Ehe schloss er 1546[4] mit Margareta (* 1529; † 25. März 1547[Anm. 2]), Tochter des Bernhard von Rechberg. Sie wurde in der Kirche St. Peter in Herrnsheim (heute: Worms) bestattet. Die Grabplatte ist dort erhalten.[5]
- Eine zweite Ehe schloss er erst 17 Jahre später, am 23. Oktober 1564, mit Barbara, Tochter von Bernhard von Angelach und Magdalena von Sternenfels. Die Ehe hat nur wenige Wochen Bestand gehabt haben.
- Schon neun Monate später, am 19. Juli 1565[6] schloss Wolfgang VIII. eine dritte Ehe, mit Elisabeth († 18. Mai 1594), Tochter von Ulrich Ulner von Dieburg und Margareta Kämmerer von Worms. Elisabeth wurde ebenfalls in St. Peter in Herrnsheim bestattet. Für Elisabeth war das die vierte und letzte ihrer Ehen. Sie war zuvor verheiratet mit:

1. Johann XII. von Löwenstein († 19. September 1557).
2. Georg von Dalberg (* 1509 oder 1510; † 2. Mai 1561), bestattet in St. Peter in Herrnsheim. Georg war ein Onkel von Wolfgang VIII.
3. Johann Speth von Schülzburg.

### Kinder
Wolfgang VIII. hatte eine Tochter, Margareta. Es ist nicht gesichert, aus welcher der drei Ehen Wolfgangs VIII. sie stammt. Am wahrscheinlichsten ist das die erste Ehe. Dafür sprechen ihr Name, der gleiche wie der vermutlichen Mutter, und die Tatsache, dass die zweite Ehe, der Margarete in der Literatur zugerechnet wurde, viel zu kurz war, um daraus legitime Nachkommen hervorgehen zu lassen. Margarete heiratete Martin von Stotzingen. Sie starb am 12. November 1578 und wurde ebenfalls St. Peter in Herrnsheim bestattet.

## Wirken
Wolfgang VIII. verwaltete neben dem Familienbesitz in Herrnsheim auch den, der zur Kropsburg gehörte. Er widersetzte sich Bestrebungen, in seinem Herrschaftsbereich die Reformation einzuführen. Wolfgang VIII. war 1564 Bürgermeister von Oppenheim und wurde 1565 kurmainzischer Rat und später auch Amtmann in Dieburg und Landhofmeister in Udenheim. 1553 wurde er Vogt von Bruchrhein und 1561 Rat des Bischofs von Speyer.

## Tod
Wolfgang VIII. starb am 2. Mai 1576 und wurde ebenfalls in St. Peter in Herrnsheim bestattet.